# Anacaena lutescens
Anacaena lutescens é uma espécie de insetos coleópteros polífagos pertencente à família Hydrophilidae.
A autoridade científica da espécie é Stephens, tendo sido descrita no ano de 1829.
Trata-se de uma espécie presente no território português.